# Закиров, Ильнур Ильясович
Ильнур Ильясович Закиров (тат. Илнур Ильяс улы Закиров; род. 17 января 1985, Кошар, Атнинский район, Татарская АССР, РСФСР, СССР) — российский татарский актёр. Заслуженный артист Республики Татарстан (2019). Лауреат Республиканской премии имени Мусы Джалиля (2021, вместе с супругой Диной Закировой).

## Биография
В 2008 году окончил актёрское отделение Казанского государственного университета культуры и искусств и был принят в труппу Татарского академического театра имени Г. Камала.

### Театр
- Нурислам — Чертов тост (Туфан Миннуллин);
- Алехо — «Дитя»,
- Венер — «Мэхэббэт FM» (И.Зайниев);
- Хайретдин — «Молодые сердца» (Ф.Бурнаш);
- Родэ — «Три сестры» (А.Чехов);
- Суюндук — «Зубайда» (Ш.Хусаинов);
- Нигмат — «Смелые девушки» (Т.Гиззат);
- Владимир — «В ожидании Годо» (С.Беккет);
- Абдулла — «Женщины 41-го» (З.Зайнуллин);
- Дамис — «Тартюф», Дон Карлос — «Дон Жуан» (Мольер);
- Сехисмундо — «Жизнь — есть сон» (П.Кальдерон);
- Асле — «Однажды летним днем» (Й.Фоссе);
- Келебек — «Меня зовут Красный» (О.Памук);
- Граф Риверс — «Ричард III» (В.Шекспир),
- Сунгат — «Без ветрил» (К.Тинчурин)

### Фильмография
- Стрела наследия (2016)

## Награды
- Республиканская премия имени Мусы Джалиля (2021 год) — за большой вклад в сохранение, развитие, популяризацию татарского языка и культуры[1].
- Почётное звание «Заслуженный артист Республики Татарстан» (2019 год) — за вклад в развитие театрального искусства[2].